# Момі (1944)
«Момі» (Momi, яп. 樅) — ескортний міноносець Імперського флоту Японії, який взяв участь у Другій світовій війні.

## Історія створення
Корабель, який став дев'ятим серед ескортних міноносців типу «Мацу», заклали 1 лютого 1944 року на верфі флоту в Йокосуці. Спущений на воду 16 червня, став до ладу 3 вересня того ж року.

## Історія служби
25 жовтня 1944-го «Момі» разом зі ще 3 ескортними есмінцями вийшли з Сасебо (обернене до Східнокитайського моря узбережжя Кюсю) для супроводу легкого авіаносця «Рюхо» та ескортного авіаносця «Кайо», які доставляли матеріальні припаси авіації на острів Формоза. 27—30 жовтня загін побував у Кіруні (зараз Цзілун), а 2 листопада повернувся в Японію та прибув до Куре.
З 15 листопада 1944-го «Момі» включили до 52-ї дивізії ескадрених міноносців.
17 грудня 1944-го «Момі» вийшов з Куре, щоб разом зі ще одним ескортним есмінцем «Хінокі» та есмінцем «Сігуре» супроводити авіаносець «Унрю», який прямував з транспортною місією до Маніли. Втім, вже 19 грудня підводний човен потопив «Унрю», після чого «Момі» взяв участь у порятунку вцілілих, а потім прибув до Такао (зараз Гаосюн на Тайвані).
22–28 грудня 1944-го «Момі» та «Хінокі» пройшли за маршрутом Такао — Маніла — бухта Камрань (узбережжя Центрального В'єтнаму) — Кап-Сен-Жак (зараз Вунгтау на півдні В'єтнаму). У період з 31 грудня 1944 по 4 січня 1945 року вони супроводили транспорт «Ікутагава-Мару» з Кап-Сен-Жак до Маніли, а 5 січня повели його назад. Втім, 6 січня загін зустрівся з кораблями союзників, які охороняли сили вторгнення до затоки Лінгайєн (північніше від Маніли). Американський есмінець USS Bennion та австралійські фрегат Gascoyne і шлюп Warrego відокремились і спробували наздогнати японський загін, який змінив курс. Хоча це в підсумку не вдалось, проте над полем бою з'явились торпедоносці, які потопили «Момі» разом з усім екіпажем («Хінокі» теж поцілила торпеда, проте він зміг повернутись до Маніли, тоді як «Ікутагава-Мару» самостійно пройшов до Індокитаю, де, втім, уже 12 січня загинув під час рейду авіаносного угруповання).